# ISO 37001
La norma ISO 37001 Anti-bribery management systems in italiano Sistemi di gestione per la prevenzione della corruzione, identifica uno standard di gestione per aiutare le organizzazioni nella lotta contro la corruzione, istituendo una cultura di integrità, trasparenza e conformità. La norma può fornire un importante aiuto nell’implementazione di misure efficaci per prevenire ed affrontare fenomeni di corruzione. 
L’anti-bribery management system può essere un sistema a sé stante oppure integrato in un sistema di gestione già implementato, come ad esempio il Sistema di gestione qualità ISO 9001. 
L’Organizzazione può infatti scegliere di attuare il sistema di gestione sull’anticorruzione insieme a, o come parte di altri sistemi, come quelli riguardanti la qualità, l’ambiente e la sicurezza. 
In particolare, con riguardo alle organizzazioni soggette alla legge italiana, può essere parte del «Modello di Organizzazione e Gestione» adottato ai sensi del Decreto legislativo 8 giugno 2001, n. 231. 
La ISO 37001 è stata pubblicata per la prima volta il 15 ottobre 2016.
Lo standard ISO 37001 è stato tradotto in lingua italiana con pubblicazione avvenuta nel dicembre 2016 diventando così norma UNI ISO 37001. Non risulta invece ancora recepito in Europa come standard EN.

## Cronologia
| Anno | Descrizione                                 |
| ---- | ------------------------------------------- |
| 2016 | ISO 37001 (1ª Edizione)                     |
| 2024 | ISO 37001 (1ª Edizione ADM climate change ) |

## Principali requisiti della norma
La ISO 37001:2016 adotta lo schema "ISO High Structure Level (HSL)" in 10 capitoli nella seguente suddivisione:
- 1 Scopo
- 2 Norme di riferimento
- 3 Termini e definizioni
- 4 Contesto dell'organizzazione
- 4.1 Comprendere l'organizzazione e il suo contesto
- 4.2 Comprendere le esigenze e le aspettative degli stakeholder
- 4.3 Determinare il campo di applicazione del sistema di gestione per la prevenzione della corruzione
- 4.4 Sistema di gestione per la prevenzione della corruzione
- 4.5 Valutazione del rischio di corruzione
- 5 Leadership
- 5.1 Leadership e impegno
- 5.1.1 Organo direttivo
- 5.1.2 Alta direzione
- 5.2 Politica per la prevenzione della corruzione
- 5.3 Ruoli, responsabilità e autorità nell'organizzazione
- 5.3.1 Ruoli e responsabilità
- 5.3.2 Funzione di conformità per la prevenzione della corruzione
- 5.3.3 Deleghe nel processo decisionale
- 6 Pianificazione
- 6.1 Azioni per affrontare rischi e opportunità
- 6.2 Obiettivi per la prevenzione della corruzione e pianificazione per il loro raggiungimento
- 7 Supporto
- 7.1 Risorse
- 7.2 Competenza
- 7.2.2 Processo di assunzione
- 7.3 Consapevolezza e formazione
- 7.4 Comunicazione
- 7.5 Informazioni documentate
- 8 Attività operative
- 8.1 Pianificazione e controllo operativi
- 8.2 Due diligence
- 8.3 Controlli finanziari
- 8.4 Controlli non finanziari
- 8.5 Attuazione dei controlli per la prevenzione della corruzione da parte di organizzazioni controllate e soci in affari
- 8.6 Impegni per la prevenzione della corruzione
- 8.7 Regali, ospitalità, donazioni e benefici simili
- 8.8 Gestione dell'inadeguatezza dei controlli per la prevenzione della corruzione
- 8.9 Segnalazione di sospetti
- 8.10 Indagini e gestione della corruzione.
- 9 Valutazione delle prestazioni
- 10 Miglioramento

## Certificazione
Lo standard ISO 37001 è certificabile, ovvero è possibile ottenere, da un organismo di certificazione accreditato che operi entro determinate regole, attestazioni di conformità ai requisiti in esso contenuti.Lo standard ISO 37001 è stato tradotto in lingua italiana con pubblicazione avvenuta nel dicembre 2016 diventando così norma UNI ISO 37001.